# Haus Bergstraße 64

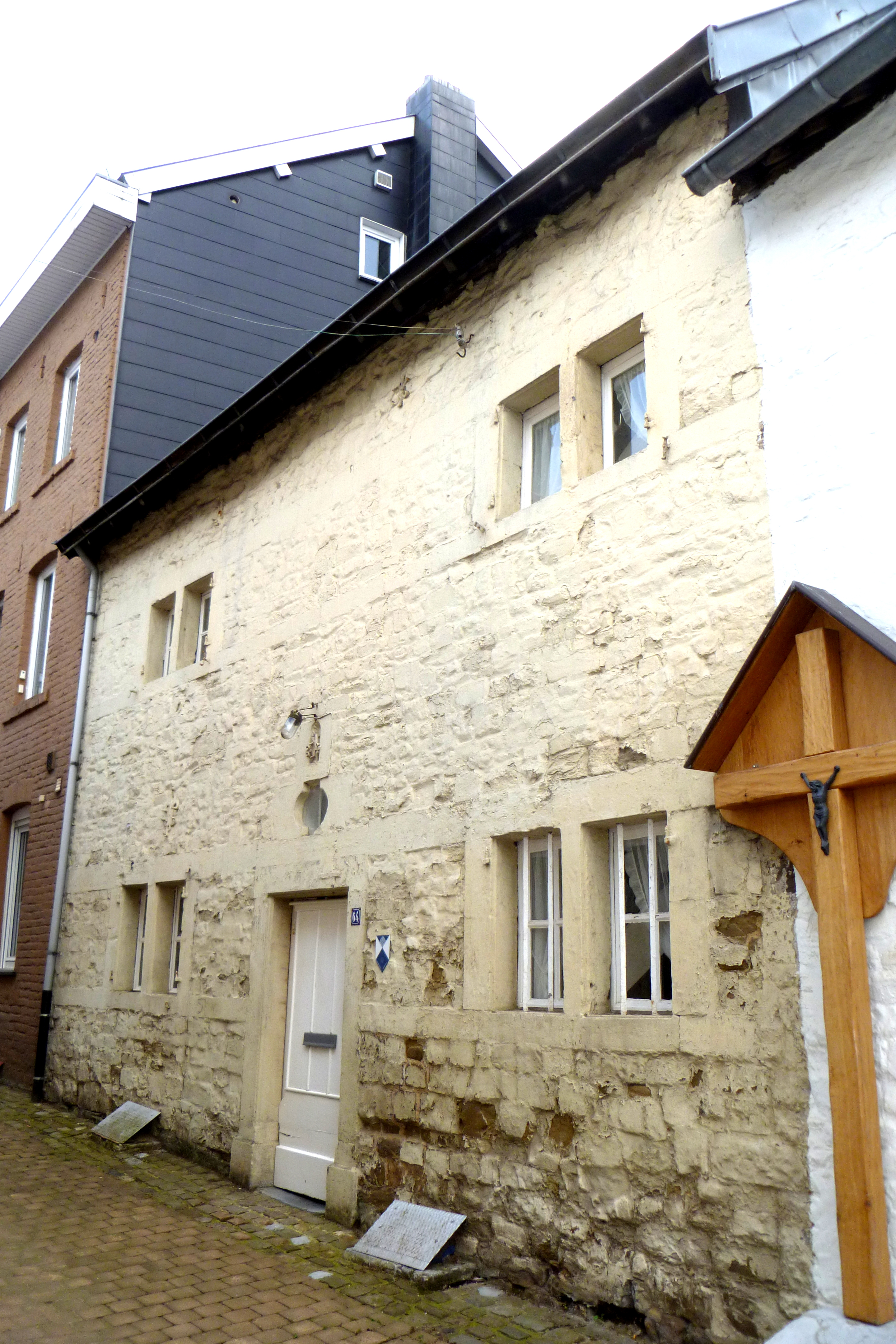
Fassade des Hauses Bergstraße 64

Das Haus Bergstraße 64 ist ein Wohnhaus in der belgischen Stadt Eupen. Das einfache Haus im Berggässchen wurde im 18. Jahrhundert erbaut und ist seit dem 27. März 1986 als Kulturdenkmal geschützt. Am 19. Juli 2013 wurde der Erlass von 1986 dahingehend abgeändert, dass das Haus mit den umgebenden Gebäuden und Rückgebäuden, den Gebäuden am Beginn der Neustraße und Hausfassaden der Straße Am Berg in einen Denkmal-„Schutzbereich“ aufgenommen wurde.
Das Bauwerk dient heute noch als Wohnhaus.

## Lage
Das Haus liegt mit seiner denkmalgeschützten Ostfassade an einem sehr schmalen Teil des ehemaligen Verlaufs der Bergstraße, die heute als Berggässchen ausgeschildert ist. Bis 1860 war es der einzige Fahrweg zwischen Ober- und Unterstadt. Heute führt die Bergstraße an der Westfassade des Hauses vorbei.
Das nördlich anschließende Haus von 1720 steht seit 2005 unter Denkmalschutz.

## Beschreibung
Das zweigeschossige Haus wurde aus Blau- und Bruchstein errichtet. Die gestrichene Fassade hat drei symmetrisch und harmonisch angelegte Achsen. Die kleinen Rechteckfenster sind paarweise gekuppelt, ihre Läden sind entfernt worden. Die Maueranker aus fein gearbeitetem Schmiedeeisen sind in Farbe der Fassade gestrichen. Die Sohlbänke und Stürze aus Blaustein laufen als Bänder über die ganze Fassade. Der Eingang zeigt einen geraden Sturz über abgefasten Pfosten die auf Sockeln ruhen. Der Türflügel stammt vom Anfang des 19. Jahrhunderts. Über dem Sturz befindet sich ein elegantes Ochsenauge unter einer Muschelnische mit schmiedeeiserner Verzierung. Die Heiligenfigur ist entfernt worden. Eine Jahreszahl ist verputzt und nicht lesbar. Die Kassettendecken im Innern des Hauses stammen aus dem 18. Jahrhundert und sind gut erhalten.
Das ebenfalls denkmalgeschützte Satteldach ist mit Falzziegeln eingedeckt. Die zementierte Westfassade zur neuen, tiefer liegenden Bergstraße zeigt drei Geschosse mit einer weiteren Eingangstür. Ihre Gliederung und die Fensterdurchbrüche wurden im Stil des 20. Jahrhunderts neu angelegt.